# تتسوشی کوندو
تتسوشی کوندو (انگلیسی: Tetsushi Kondo؛ زادهٔ ۴ نوامبر ۱۹۸۶) بازیکن فوتبال اهل ژاپن است.
از باشگاه‌هایی که در آن بازی کرده‌است می‌توان به باشگاه فوتبال اوراوا رد دیاموندز اشاره کرد.